# كيفن بريدجز
كيفن أندرو بريدجز (مواليد 13 نوفمبر 1986) هو ممثل كوميدي اسكتلندي. مسلسله التلفزيوني لعام 2012 كيفن بريدجز: ما القصة؟ كان يعتمد على روتينه الوقائي.
ظهر في العديد من البرامج التلفزيونية بما في ذلك هل أكذب عليك؟ ، Have I Got News for You وقمت بأداء Live at the Apollo و Michael McIntyre's Comedy Roadshow .

## مسار مهني مسار وظيفي
بدأ بريدجز في الأداء على خشبة المسرح عندما غادر المدرسة بعد فترة وجيزة من بلوغه السابعة عشرة من عمره، حيث قام بحفلات الكوميديا الاحتياطية في The Stand Comedy Club في غلاسكو ثم في جميع أنحاء المملكة المتحدة. قال بريدجز إنه كان مصدر إلهام لمحاولة الوقوف بعد قراءة السيرة الذاتية لفرانك سكينر. في سن 18، وصل إلى نهائي مسابقة So You Think You Funny على القناة الخامسة في Edinburgh Fringe. في عام 2006، أجرى بريدجز أول عرض منفرد كامل له في مهرجان غلاسكو الدولي للكوميديا، لجمهور نفد بالكامل وأشاد كثيرًا من النقاد. بالانتقال إلى أماكن أكبر كل عام، باع بريدجز في مهرجان مسقط رأسه في 2007 و 2008 و 2009. قدم في 2008 مهرجان ادنبره فرينج.
ظهر بريدجز في عرض الكوميديا الدعائي لمايكل ماكنتاير على بي بي سي، حيث قدم عرضًا في مسرح أدنبرة.  عاد بريدجز إلى مهرجان Edinburgh Festival Fringe في عام 2009 مع عرضه "An Hour to Sing For Your Soul". تم ترشيحه لأفضل وافد جديد في جوائز ادنبره للكوميديا.
في عام 2010، شارك بريدجز في الكوميديا Gala للقناة الرابعة ، وهو عرض مفيد أقيم لمساعدة مستشفى جريت أورموند ستريت للأطفال، تم تصويره مباشرة في O2 Arena في لندن. فازت بريدجز بجائزة الاختراق في حفل توزيع جوائز Chortle 2010.
أول قرص DVD له بعنوان كيفن بريدجز: القصة حتى الآن. . . العيش في غلاسكو ، تم تصويره في معرض SECC في غلاسكو، وتم إصداره في 22 نوفمبر 2010 
في عام 2015، شرع بريدجز في ثالث جولة له في المملكة المتحدة، A Whole Different Story. شهدت الجولة قيام بريدجز ببيع أكثر من 500000 تذكرة عبر 145 تاريخًا بما في ذلك 16 عرضًا للبيع في The Hydro في مدينته الأم. قام خلالها بتسجيل قرص DVD الثالث الخاص به والذي بيع أكثر من 300000 نسخة. بما في ذلك 40.000 خلال الأسبوع الأول من بيع زملائهم الكوميديين مايكل ماكنتاير وجون بيشوب.
أصيب بريدجز بخيبة أمل من الوقوف بعد جولته الليلية 145 في عام 2015. بعد محادثة مع والده، قرر أخذ استراحة من الأداء. خلال الفترة التي قضاها في إسبانيا ، قام بتصفية رأسه واستلهم من الحرية التي كان عليه للعودة إليها. عندما عاد بريدجز من إسبانيا، قام بـ «ثلاث أو أربع» عربات عمل غير معلن عنها قيد التنفيذ لاختبار مادته الجديدة.
بعد أكثر من عام بعيدًا عن الوقوف، عاد بريدجز في عام 2018 مع جولة العلامة التجارية الجديدة الخاصة به والتي تضمنت 19 ليلة بيعت في The Hydro في مسقط رأسه في غلاسكو. حصل بريدجز على جائزة "Gie it Laldy" من قبل الرئيس التنفيذي لـ Scottish Event Campus تقديراً للعب ستة وأربعين عرضاً عبر الحرم الجامعي للحدث الإسكتلندي (SECC و The Hydro). لقد باع أيضًا المزيد من تذاكر Scottish Event Campus أكثر من أي فنان منفرد آخر. كما تم التصويت لجولته الجديدة على تذكرة العام في المملكة المتحدة في استطلاع أجرته ticketmaster. Bridges هو أول ممثل كوميدي يتصدر الاستطلاع السنوي الذي صوت عليه عملاء Ticketmaster.

### التلفاز
بدأت مسيرة بريدجز التلفزيونية في Comedy Central UK ، في أبريل 2008، مع مجموعة The World Stands Up . بعد ذلك بوقت قصير، ظهر في Comedy Store (أيضًا في Comedy Central). أدت أدائه في هذه العروض وفي الحلبة الكوميدية وفي المهرجانات إلى حصوله على أول استراحة تلفزيونية رئيسية له في 5 يونيو 2009 على قناة بي بي سي وان للكوميديا مايكل ماكنتاير . تم الثناء على بريدجز بشكل حاسم لأدائه. شهد أكثر من 5 ملايين مشاهد ظهوره الأول وتم بيع عرضه الكامل لمدة 25 ليلة في مهرجان إدنبرة في غضون ساعات، مع إضافة عروض إضافية لاحقًا وبيعها أيضًا. تم ترشيح بريدجز لجوائز كوميدي إدنبرة لعام 2009 (Perrier سابقًا) في فئة أفضل الوافدين الجدد.
تضمنت أعماله التلفزيونية منذ ذلك الحين بث مباشر في محطة أبولو على قناة بي بي سي وان وكذلك «أفضل ما في البريطانية الخاصة» (الحلقة 7 من السلسلة الثامنة) من 8 من أصل 10 قطط في يوليو 2009 كما ظهر في برنامج Gary: Tank Commander في BBC 2 في اسكتلندا (الحلقة 6). ظهر بريدجز في Rab C Nesbitt في الحلقة الأولى من المسلسل الجديد عام 2010، على Mock the Week في فبراير 2010، وظهرت مرتين في Would I Lie To You؟.  كان ضيفًا في برنامج BBC One ليلة الجمعة مع جوناثان روس في 28 مايو 2010. منذ يونيو 2010، أصبح بريدجز من الفنانين المنتظمين على القناة الرابعة Stand Up for the Week  سلسلة بي بي سي وان المكونة من ستة أجزاء، كيفن بريدجز: ما القصة؟ ، بدأت في 8 فبراير 2012. طُلب من بريدجز الظهور في فيلم I'm a Celebrity. . . أخرجني من هنا ، لكنه
رفضه.
في عام 2014، كلفت BBC One بثلاثة عروض خاصة استضافتها Bridges. Live At The Commonwealth ، تم تصويره في المسرح الملكي في غلاسكو ليتزامن مع غلاسكو التي تستضيف ألعاب الكومنولث. شارك في العرض ممثلون كوميديون مشهورون دوليًا من دول الكومنولث. جمعت Live At The Invasion ، التي تم تصويرها أيضًا في المسرح الملكي، أربعة من كبار الكوميديين في المملكة المتحدة لإبداء آرائهم حول استفتاء 2014 بشأن استقلال اسكتلندا. العرض الخاص الثالث، كيفن بريدجز، ما القصة - الاستفتاء الخاص، نزل بريدجز إلى الشوارع لجمع الآراء الشعبية من جميع أنحاء اسكتلندا وخارجها حول الاستفتاء.

### مذياع
في 6 مارس 2010، شارك بريدجز في برنامج بي بي سي 5 المباشر Fighting Talk ، حيث جاء في المرتبة الثانية خلف جريج برادي، ليصبح أصغر شخص يظهر في العرض في ذلك الوقت (سجل منذ ذلك الحين كسره زميله الكوميدي جاك وايتهول) في نوفمبر 2010، كان أيضًا متسابقًا في راديو بي بي سي 4 الحقيقة غير المعقولة .

## الحياة الشخصية
بريدجز هو ابن آندي وباتريشيا بريدجز ولديه أخ، جون، الذي يكبره بعشر سنوات. تزوج كيفن من زوجته كيري موناغان في عام 2019. نشأ في منطقة هاردغيت
في كلايدبانك وحضر الابتدائية سانت ماري وثانوية سانت كولومبيا. ترك المدرسة بعد وقت قصير من بلوغه 17 عامًا.

## أقراص DVD للوقوف
| عنوان                             | صدر            | ملاحظات                           |
| --------------------------------- | -------------- | --------------------------------- |
| القصة حتى الآن. . العيش في غلاسكو | 22 نوفمبر 2010 | يعيش في SECC غلاسكو               |
| تستمر الحكاية. .                  | 12 نوفمبر 2012 | يعيش في SECC غلاسكو               |
| قصة مختلفة تماما                  | 23 نوفمبر 2015 | بث مباشر في Hydro Arena في غلاسكو |
| جولة العلامة التجارية الجديدة     | 7 ديسمبر 2018  | بث مباشر في Hydro Arena في غلاسكو |

## روابط خارجية
- [http://www.imdb.com/name/nm3746453/ Kevin Bridges

] في قاعدة بيانات الأفلام على الإنترنت